# Andrzej Szalewicz
Andrzej Witold Szalewicz (ur. 10 marca 1939 w Łowiczu) – polski działacz sportowy.
Z wykształcenia inżynier elektronik. Potomek litewskiej rodziny Szalewiczów herbu Szaława. Członek PZPR w latach 1973–1982. Współzałożyciel w 1977 roku Polskiego Związku Badmintona oraz współzałożyciel i prezes Unii Polskich Związków Sportowych. W latach 1991–1997 prezes Polskiego Komitetu Olimpijskiego. Genealog, członek Warszawskiego Towarzystwa Genealogicznego (WTG), Polskiego Towarzystwa Heraldycznego (PTH) i Związku Szlachty Polskiej (ZSzP).

## Praca zawodowa
Pracę zawodową rozpoczął bezpośrednio po obronie pracy magisterskiej w październiku roku 1965 w Zakładzie Materiałów Magnetycznych „Polfer” w Warszawie. Początkowo pracował w laboratorium Wydzielonego Biura Rozwojowego, a następnie został kierownikiem Wydziału Ferrytów Kubkowych. Po roku został również zastępcą szefa produkcji. W międzyczasie ukończył studium podyplomowe w zakresie ekonomiki, organizacji produkcji i ergonomii na Politechnice Warszawskiej (1971).
W połowie 1974 roku otrzymał propozycję przejścia do Zjednoczonych Zakładów Urządzeń Jądrowych (ZZUJ) „Polon”. W październiku został powołany na stanowisko dyrektora naczelnego Zakładu Aparatury Elektronicznej ZZUJ Polon.
Głównym zadaniem, jakie stało przed Zakładem, było wdrożenie do produkcji wyrobów systemu CAMAC – blokowego systemu oprzyrządowania elektronicznego do pomiarów automatycznych i sterowania. CAMAC, czyli Computer Automated Measurement And Control – popularny standard modułowej aparatury elektronicznej, wykorzystywany głównie do zbierania danych i sterowania w eksperymentach naukowych (z fizyki cząstek elementarnych oraz jądrowej), elektronicznych systemach medycznych, rzadziej w przemyśle. Opracowany pierwotnie w CERN (Europejska Organizacja Badań Jądrowych CERN) w Genewie (Szwajcaria). W Polsce pierwsze normy dotyczące systemu opracowano w 1972 roku. Prototypy bloków funkcjonalnych opracowywane były w Instytucie Badań Jądrowych w Świerku, Instytucie Fizyki w Krakowie i innych Instytutach, ale także w ZAE Polon. Wielkie zaangażowanie inżynierów Zakładu oraz bardzo dobra współpraca z przewodniczącym Komitetu CAMAC w Polsce docentem Romanem Trechcińskim zaowocowały świetnym rezultatem. W końcu lat 80. Zakład miał w sprzedaży 90 bloków funkcjonalnych, eksportował swoje wyroby do wszystkich Krajów Demokracji Ludowej, największe kontrakty były zawierane z instytutami byłego Związku Radzieckiego, ale także eksportował do RFN i Finlandii.
Zakład z kopciuszka stał się prymusem, w V Ogólnopolskim konkursie został laureatem „Dobrej Roboty”, a na Międzynarodowych Targach Poznańskich 1979 otrzymał symboliczny klucz Juniora Eksportu. Za zorganizowanie wystawy wyrobów Zakładu w Akademii Nauk w Moskwie, A. Szalewicz, jako szef ekipy, otrzymał Odznakę Zasłużonego Pracownika Instytutu Akademii Nauk ZSRR im. Lebiediew. W stanie wojennym w roku 1982 został odwołany ze stanowiska dyrektora naczelnego ZAE „Polonu” i wykluczony z PZPR, za współpracę z zakładową Solidarnością. Od tego czasu nigdy już nie pracował w instytucjach państwowych. Był dyrektorem techniczno-handlowym firm polonijno-zagranicznych „Pulson” i „Unimed Elektronics”, gdzie również produkowane były na eksport do Instytutów Akademii Nauk ZSRR. W latach dziewięćdziesiątych podjął własną działalność gospodarczą.
W roku 1999 Andrzej Szalewicz został pełnomocnikiem do spraw normalizacji w Stowarzyszeniu Elektryków Polskich (SEP). Stowarzyszenie miało długoletnią tradycję w dziedzinie normalizacji, która rozpoczęła się w okresie międzywojennym kiedy to całkowicie odpowiadało za tworzenie norm i przepisów elektrycznych. Po wojnie na początku lat pięćdziesiątych w ramach centralizacji uprawnienia wydawania norm przeniesiono do Polskiego Komitetu Normalizacyjnego (PKN). Od 1999 w ciągu kolejnych siedmiu lat wydano 16 norm i prenorm SEP, pozyskano firmy sponsorujące tworzenie nowych norm, podpisane zostało porozumienie o zasadach współpracy między PKN i SEP. Andrzej Szalewicz reprezentował Stowarzyszenie w Radzie Normalizacyjnej PKN, pełniąc funkcję wiceprzewodniczącego.
Na początku roku 2002 Andrzej Szalewicz został pełnomocnikiem PKOl ds. budowy Centrum Olimpijskiego na Żoliborzu w Warszawie, a po otwarciu w 2004 pełnomocnikiem ds. technicznych.

## Działalność społeczna
Już w trakcie studiów działał społecznie w sporcie i turystyce.
W latach 1962–1965 był przewodniczącym Komisji Wczasów, Turystyki i Sportu Rady Uczelnianej PW ZSP; kierował ósmym i dziesiątym Rajdem Świętokrzyskim organizowanym przez Politechnikę. Był przewodnikiem w SKPB. Od 1960 roku działał w strukturach Towarzystwa Krzewienia Kultury Fizycznej (TKKF), przewodniczył Komisji Kometki m.st. Warszawy, a od 1964 uczestniczył w pracach Społecznej Komisji Kometki ZG TKKF, która została w 1974 przemianowana na Centralną Komisję Badmintona – przewodniczył tej komisji do momentu powołania Polskiego Związku Badmintona (PZBad). W latach 1977–1991 był pierwszym prezesem, a obecnie jest prezesem honorowym. Pod koniec lat dziewięćdziesiątych pełnił funkcję wiceprezydenta Europejskiej Unii Badmintona.
W okresie transformacji był dwukrotnie prezesem Unii Polskich Związków Sportowych (1989–1992 i 1997–2002) oraz w latach 1991–1997 prezesem Polskiego Komitetu Olimpijskiego. Kierował ekipą polską na igrzyskach olimpijskich w Albertvile (1992), Barcelonie (1992), Lillehammer (1994) i Atlancie (1996). Współzałożyciel Polskiej Fundacji Olimpijskiej w roku 1993.

## Odznaczenia i wyróżnienia
Za swoją działalność został odznaczony:
- Krzyż Komandorski Orderu Odrodzenia Polski[5],
- Krzyż Oficerski Orderu Odrodzenia Polski (1997)[8][9],
- Krzyż Kawalerski Orderu Odrodzenia Polski[2][7],
- Złoty Krzyż Zasługi[10]
- Srebrny Krzyż Zasługi[3],
- Srebrny Medal „Za zasługi dla obronności kraju”[2],
- Brązowy Medal „Za zasługi dla obronności kraju”[2],

- Odznaka „Zasłużony Działacz Kultury Fizycznej”[2],
- Srebrne odznaczenie im. Janka Krasickiego[2],
- Odznaka Zasłużonego Pracownika Instytutu Akademii Nauk ZSRR im. Lebiediewa[2],
- Distinguished Service Award International Badminton Federation (IBF) 1988[11],

poza ww. licznymi odznaczeniami i odznakami resortowymi i organizacyjnymi, został również odznaczony m.in. złotą odznaką honorową „za zasługi dla Warszawy” 1980, złotą odznaką ZSP 1966, złotą odznaką TKKF 1974, złotą odznaką PZBad Nr 1 1980.
W roku 1996 został wyróżniony tytułem „Honorowego Obywatela Głubczyc”.

## Publikacje
- Historia badmintona w Polsce, współpr. Wojciech Chałotowski, Marek Idzikowski, Jadwiga Ślawska-Szalewicz, Polski Związek Badmintona, Warszawa 2002, ISBN 83-909728-3-2.
- Rodopis Szalewiczów. Czy wszyscy pochodzimy od jednego przodka?, DiG, Warszawa 2008, ISBN 978-83-7181-547-8.
- Badminton, współautor Ryszard Lachman, wyd. Sport i Turystyka, Warszawa 1987, ISBN 83-217-2577-5.
- Nauka badmintona w weekend, Warszawa, „Wiedza i Życie”, 2001, ISBN 83-7184-003-9.
- Historia badmintona w Polsce, współpr. Wojciech Chałotowski, Marek Idzikowski, Jadwiga Ślawska-Szalewicz, Polski Związek Badmintona, Warszawa 2002, ISBN 83-909728-3-2.
- Zaklady bedmintonu cez vikend, wyd. Rokus, Presov 2005 (tłumaczenie w jęz. słowackim) ISBN 978-80-89055-78-4.
- Rodopis Szalewiczów – czy wszyscy pochodzimy od jednego przodka, DiG, Warszawa 2008, ISBN 978-83-7181-547-8.
- 90 lat Polskiego Komitetu Olimpijskiego oczami kolekcjonera wyd. PKOl, 2009
- Centrum Olimpijskie – spełnione marzenia, wyd. ESTRELLA, Warszawa 2014, ISBN 978-83-62045-22-8.
- Kolekcjonerstwo olimpijskie w albumie 90 lat na olimpijskim szlaku, Kolegium redakcyjne, wyd. Agencja reklamowo-wydawnicza Arkadiusz Grzegorczyk, Warszawa 2009, ISBN 978-83-7585-093-2.
- Polski Fundusz Olimpijski 1923 – 2006 rozdział w książce Światowe sejmiki działaczy polonijnych Polskiego Komitetu Olimpijskiego w latach 1989–2009 pod redakcją Bernarda Woltmanna wyd. PKOl, Warszawa 2010, ISBN 978-83-924086-8-7.
- Budowniczy Centrum Olimpijskiego w książce Pasja sportu Stanisław Stefan Paszczyk 1940-2008, praca zbiorowa red. Jacek Korczak Mleczko, ESTRELLA, Warszawa 2013, ISBN 978-83-62045-19-8.
- Wokół Polski – z Henrykiem Wierzchowskim opowiadanie w książce Wokół Anina, Jan Czerniawski wyd. T.P.W. Oddział Anin, Warszawa 2914, ISBN 978-83-940737-0-1.
- Dwie pasje w Tacy byliśmy – wspomnienia absolwentów Politechniki warszawskiej praca zbiorowa red. Wojciech Nowakowski, Stowarzyszenie Absolwentów i Przyjaciół Politechniki Warszawskiej, Warszawa 2015, ISBN 978-83-942746-0-3.